# Atopochetus rubrodorsalis
Atopochetus rubrodorsalis är en mångfotingart som beskrevs av Carl Graf Attems 1953. Atopochetus rubrodorsalis ingår i släktet Atopochetus och familjen Pachybolidae. Inga underarter finns listade i Catalogue of Life.